# Wilhelm Engelbreit
Wilhelm Engelbreit (* 9. März 1924 in Frankenthal (Pfalz); † 6. Juli 1986 ebenda) war ein deutscher Jurist und Politiker (CDU).

## Leben
Engelbreit besuchte die Volksschule und das Gymnasium. Von 1942 bis 1945 leistete er Kriegsdienst (zuletzt als Leutnant der Reserve und Funkleiter in einem Divisions-Stab) und geriet danach in amerikanische Kriegsgefangenschaft. 1951 legte er die Prüfung für den gehobenen Justizdienst (Rechtspflegerprüfung) ab und wurde Justizamtmann und geschäftsleitender Beamter beim Amtsgericht Frankenthal. Von 1969 bis 1986 war er Beamter in der Staatskanzlei Rheinland-Pfalz, zuletzt als Ministerialrat.

## Politik
1947 trat Engelbreit der CDU bei und war 1948–1966 ehrenamtlicher Kreisgeschäftsführer der CDU Frankenthal. Ab 1965 war er Vorsitzender des CDU-Kreisverbands Frankenthal-Stadt und Mitglied des Bezirksausschusses der Pfalz und des Landesausschusses der CDU Rheinland-Pfalz.
Seit 1963 war er Mitglied des Bezirkstags der Pfalz. 1967 wurde er in den sechsten Landtag Rheinland-Pfalz gewählt, dem er eine Wahlperioden lang bis 1970 angehörte. Im Landtag war er Mitglied im Rechtsausschuss und im Ausschuss für Verwaltungsreform. Daneben war er ehrenamtlich im Verband der Heimkehrer, Kriegsgefangenen und Vermisstenangehörigen Deutschlands e. V. tätig und Kreisvorsitzender des dbb (beamtenbund und tarifunion) in Frankenthal.